# Павловка (Могилёвский район)
Па́вловка (бел. Паўлаўка) — деревня в составе Мостокского сельсовета Могилёвского района Могилёвской области Республики Беларусь.

## Географическое положение
Ближайшие населённые пункты: Колесище, Кострицы, Мосток

## Население
- 1999 год — 54 человека
- 2010 год — 33 человека